# WTA-seizoen 1988

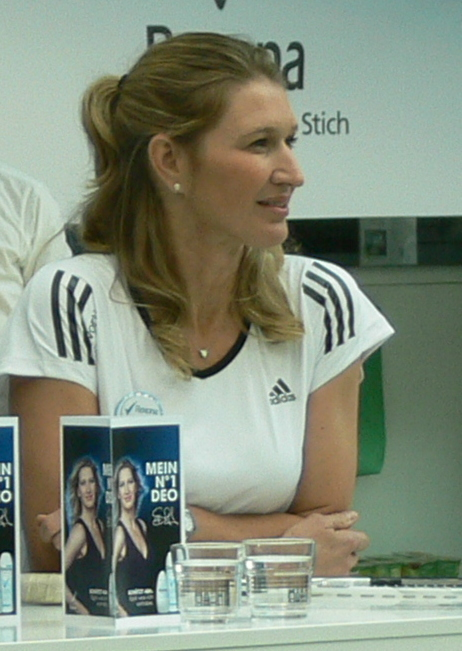
Winnares van de meeste enkelspeltitels, waaronder een golden grand slam: Steffi Graf

De WTA organiseerde in het seizoen 1988 onderstaande tennistoernooien.
Dit was het eerste WTA-seizoen waarin de toernooien waren onderverdeeld in categorieën: Tier I (de hoogste) tot en met Tier V (de laagste categorie). Deze opzet bleef geldig tot en met 2008.

## Winnaressen enkelspel met meer dan twee titels
| speelster           | aantal titels |
| ------------------- | ------------- |
| Steffi Graf 1       | 11            |
| Martina Navrátilová | 9             |
| Chris Evert         | 4             |
| Gabriela Sabatini   | 4             |
| Pam Shriver         | 4             |

1 Graf won een golden grand slam: een grand slam plus de gouden medaille op de Olympische Spelen.

## WTA-toernooikalender 1988
| Startdatum hoofdtoernooi | Officiële naam van het toernooi      | Land, stad                         | Cat.     | ($)       | Ondergrond        | Winnares enkelspel           |         |
| ------------------------ | ------------------------------------ | ---------------------------------- | -------- | --------- | ----------------- | ---------------------------- | ------- |
| 1987-12-28               | Ariadne Classic                      | Australië, Brisbane                | Tier V   | 150.000   | gras, buiten      | Pam Shriver                  | details |
| 1988-01-04               | New South Wales Open                 | Australië, Sydney                  | Tier IV  | 200.000   | gras, buiten      | Pam Shriver                  | details |
| 1988-01-11               | Australian Open                      | Australië, Melbourne               | G.S.     | 711.450   | hardcourt, buiten | Steffi Graf                  | details |
| 1988-01-25               | Nutri-Metics                         | Nieuw-Zeeland, Auckland            | Tier V   | 50.000    | hardcourt, buiten | Patty Fendick                | details |
| 1988-02-01               | Fernleaf Classic                     | Nieuw-Zeeland, Wellington          | Tier V   | 50.000    | hardcourt, buiten | Jill Hetherington            | details |
| 1988-02-08               | VS of Dallas                         | Verenigde Staten, Dallas           | Tier III | 250.000   | tapijt, binnen    | Martina Navrátilová          | details |
| 1988-02-15               | VS of California                     | Verenigde Staten, Oakland          | Tier III | 250.000   | tapijt, binnen    | Martina Navrátilová          | details |
| 1988-02-22               | VS of Oklahoma                       | Verenigde Staten, Oklahoma         | Tier V   | 100.000   | tapijt, binnen    | Lori McNeil                  | details |
| 1988-02-22               | VS of Washington                     | Verenigde Staten, Fairfax          | Tier II  | 300.000   | tapijt, binnen    | Martina Navrátilová          | details |
| 1988-02-29               | VS of Kansas                         | Verenigde Staten, Wichita          | Tier V   | 100.000   | hardcourt, binnen | Manuela Maleeva              | details |
| 1988-02-29               | US Hard Court Championships          | Verenigde Staten, San Antonio      | Tier IV  | 200.000   | hardcourt, buiten | Steffi Graf                  | details |
| 1988-03-07               | VS of Florida                        | Verenigde Staten, Boca Raton       | Tier II  | 300.000   | hardcourt, buiten | Gabriela Sabatini            | details |
| 1988-03-14               | Lipton International Championships   | Verenigde Staten, Miami            | Tier I   | 750.000   | hardcourt, buiten | Steffi Graf                  | details |
| 1988-03-28               | Eckerd Open                          | Verenigde Staten, Tampa            | Tier IV  | 200.000   | gravel, buiten    | Chris Evert                  | details |
| 1988-04-04               | Family Circle Cup                    | Verenigde Staten, Hilton Head Isl. | Tier II  | 300.000   | gravel, buiten    | Martina Navrátilová          | details |
| 1988-04-11               | Suntory Japan Open                   | Japan, Tokio                       | Tier V   | 100.000   | hardcourt, buiten | Patty Fendick                | details |
| 1988-04-11               | Bausch & Lomb Championships          | Verenigde Staten, Amelia Island    | Tier II  | 300.000   | gravel, buiten    | Martina Navrátilová          | details |
| 1988-04-18               | Taipei International Championships   | Taiwan, Taipei                     | Tier V   | 50.000    | tapijt, binnen    | Stephanie Rehe               | details |
| 1988-04-18               | Singapore Open                       | Singapore, Singapore               | Tier V   | 50.000    | hardcourt, buiten | Monique Javer                | details |
| 1988-04-18               | VS of Houston                        | Verenigde Staten, Houston          | Tier III | 250.000   | gravel, buiten    | Chris Evert                  | details |
| 1988-04-25               | Citta di Taranto                     | Italië, Tarente                    | Tier V   | 50.000    | gravel, buiten    | Helen Kelesi                 | details |
| 1988-04-25               | International Championships of Spain | Spanje, Barcelona                  | Tier V   | 50.000    | gravel, buiten    | Niége Dias                   | details |
| 1988-04-25               | Pan Pacific Open                     | Japan, Tokio                       | Tier III | 250.000   | tapijt, binnen    | Pam Shriver                  | details |
| 1988-05-02               | Italian Open                         | Italië, Rome                       | Tier IV  | 200.000   | gravel, buiten    | Gabriela Sabatini            | details |
| 1988-05-09               | German Open                          | Duitsland, Berlijn                 | Tier I   | 300.000   | gravel, buiten    | Steffi Graf                  | details |
| 1988-05-16               | European Open                        | Zwitserland, Genève                | Tier V   | 100.000   | gravel, buiten    | Barbara Paulus               | details |
| 1988-05-16               | Internationaux de Strasbourg         | Frankrijk, Straatsburg             | Tier V   | 100.000   | gravel, buiten    | Sandra Cecchini              | details |
| 1988-05-23               | Roland Garros                        | Frankrijk, Parijs                  | G.S.     | 1.488.000 | gravel, buiten    | Steffi Graf                  | details |
| 1988-06-06               | Dow Chemical Classic                 | Verenigd Koninkrijk, Birmingham    | Tier V   | 150.000   | gras, buiten      | Claudia Kohde-Kilsch         | details |
| 1988-06-13               | Pilkington Glass Championships       | Verenigd Koninkrijk, Eastbourne    | Tier III | 250.000   | gras, buiten      | Martina Navrátilová          | details |
| 1988-06-20               | Wimbledon                            | Verenigd Koninkrijk, Londen        | G.S.     | 1.717.085 | gras, buiten      | Steffi Graf                  | details |
| 1988-07-04               | Volvo Cup                            | Zweden, Båstad                     | Tier V   | 75.000    | gravel, buiten    | Isabel Cueto                 | details |
| 1988-07-11               | Belgian Open                         | België, Brussel                    | Tier V   | 75.000    | gravel, buiten    | Arantxa Sánchez Vicario      | details |
| 1988-07-11               | Nice Open                            | Frankrijk, Nice                    | Tier V   | 100.000   | gravel, buiten    | Sandra Cecchini              | details |
| 1988-07-11               | VS of Newport                        | Verenigde Staten, Newport          | Tier IV  | 200.000   | gras, buiten      | Lori McNeil                  | details |
| 1988-07-18               | OTB Open                             | Verenigde Staten, Schenectady      | Tier V   | 50.000    | hardcourt, buiten | Gretchen Magers              | details |
| 1988-07-18               | Aix-en-Provence                      | Frankrijk, Aix-en-Provence         | Tier V   | 100.000   | gravel, buiten    | Judith Wiesner               | details |
| 1988-07-25               | Northern California Open             | Verenigde Staten, Aptos            | Tier V   | 50.000    | hardcourt, buiten | Sara Gomer                   | details |
| 1988-07-25               | Citizen Cup                          | Duitsland, Hamburg                 | Tier IV  | 200.000   | gravel, buiten    | Steffi Graf                  | details |
| 1988-08-01               | VS of San Diego                      | Verenigde Staten, San Diego        | Tier V   | 100.000   | hardcourt, buiten | Stephanie Rehe               | details |
| 1988-08-01               | Athen Greece                         | Griekenland, Athene                | Tier V   | 75.000    | gravel, buiten    | Isabel Cueto                 | details |
| 1988-08-01               | Pringles Light Classic               | Verenigde Staten, Cincinnati       | Tier III | 250.000   | hardcourt, buiten | Barbara Potter               | details |
| 1988-08-08               | Vitosha New Otani                    | Bulgarije, Sofia                   | Tier V   | 100.000   | hardcourt, binnen | Conchita Martínez            | details |
| 1988-08-08               | VS of Los Angeles                    | Verenigde Staten, Los Angeles      | Tier II  | 300.000   | hardcourt, buiten | Chris Evert                  | details |
| 1988-08-15               | Player's Canadian Open               | Canada, Montréal                   | Tier II  | 300.000   | hardcourt, buiten | Gabriela Sabatini            | details |
| 1988-08-22               | United Jersey Bank Classic           | Verenigde Staten, Mahwah           | Tier IV  | 200.000   | hardcourt, buiten | Steffi Graf                  | details |
| 1988-08-29               | US Open                              | Verenigde Staten, New York         | G.S.     | 1.937.333 | hardcourt, buiten | Steffi Graf                  | details |
| 1988-09-12               | VS of Arizona                        | Verenigde Staten, Phoenix          | Tier V   | 100.000   | hardcourt, buiten | Manuela Maleeva              | details |
| 1988-09-19               | Clarins Open                         | Frankrijk, Parijs                  | Tier V   | 50.000    | gravel, buiten    | Petra Langrová               | details |
| 1988-09-20               | Olympische spelen                    | Zuid-Korea, Seoel                  | O.S.     |           | hardcourt, buiten | Steffi Graf                  | details |
| 1988-10-03               | VS of New Orleans                    | Verenigde Staten, New Orleans      | Tier III | 250.000   | hardcourt, buiten | Chris Evert                  | details |
| 1988-10-10               | Honda Classic                        | Puerto Rico, San Juan              | Tier IV  | 75.000    | hardcourt, buiten | Anne Minter                  | details |
| 1988-10-10               | Porsche Grand Prix                   | Duitsland, Filderstadt             | Tier III | 250.000   | hardcourt, binnen | Martina Navrátilová          | details |
| 1988-10-17               | VS of Nashville                      | Verenigde Staten, Nashville        | Tier V   | 100.000   | hardcourt, binnen | Susan Sloane                 | details |
| 1988-10-17               | European Indoors                     | Zwitserland, Zürich                | Tier IV  | 200.000   | tapijt, binnen    | Pam Shriver                  | details |
| 1988-10-24               | VS of Indianapolis                   | Verenigde Staten, Indianapolis     | Tier V   | 100.000   | hardcourt, binnen | Katerina Maleeva             | details |
| 1988-10-25               | Brighton International               | Verenigd Koninkrijk, Brighton      | Tier III | 250.000   | tapijt, binnen    | Steffi Graf                  | details |
| 1988-10-31               | VS of New England                    | Verenigde Staten, Worcester        | Tier II  | 300.000   | tapijt, binnen    | Martina Navrátilová          | details |
| 1988-11-07               | VS of Chicago                        | Verenigde Staten, Chicago          | Tier III | 250.000   | tapijt, binnen    | Martina Navrátilová          | details |
| 1988-11-07               | Rainha Cup                           | Brazilië, Guarujá                  |          | 50.000    | hardcourt, buiten | Mercedes Paz                 | details |
| 1988-11-14               | WTA Championships                    | Verenigde Staten, New York         | WTA      | 1.000.000 | tapijt, binnen    | Gabriela Sabatini            | details |
| 1988-11-25               | World Doubles Championships          | Japan, Tokio                       | WTA      | 250.000   | tapijt, binnen    | Katrina Adams Zina Garrison† | details |
| 1988-11-28               | Southern Cross Classic               | Australië, Adelaide                | Tier V   | 100.000   | hardcourt, buiten | Jana Novotná                 | details |

† dubbelspeltoernooi

## Primeurs
Speelsters die in 1988 hun eerste WTA-enkelspeltitel wonnen:
- Patty Fendick (VS) in Auckland, Nieuw-Zeeland
- Jill Hetherington (Canada) in Wellington, Nieuw-Zeeland
- Monique Javer (VK) in Singapore
- Barbara Paulus (Oostenrijk) in Genève, Zwitserland
- Isabel Cueto (Duitsland) in Båstad, Zweden
- Arantxa Sánchez Vicario (Spanje) in Brussel, België
- Judith Wiesner (Oostenrijk) in Aix-en-Provence, Frankrijk
- Gretchen Magers (VS) in Schenectady, NY, VS
- Sara Gomer (VK) in Aptos, CA, VS
- Conchita Martínez (Spanje) in Sofia, Bulgarije
- Petra Langrová (Tsjecho-Slowakije) in Parijs, Frankrijk
- Susan Sloane (VS) in Nashville, TN, VS
- Jana Novotná (Tsjecho-Slowakije) in Adelaide, Australië